# Pascal Collasse
Pascal Collasse (Colasse, Colase) (getauft 22. Januar 1649 in Reims; † 17. Juli 1709 in Versailles) war ein französischer Komponist.

## Leben
Pascal Collasses Eltern übersiedelten 1651 von Reims nach Paris, wo er im Kindesalter in die Singschule der Kirche Saint-Paul aufgenommen wurde, und später am Collège de Navarre laut François-Joseph Fétis (1863) seine Studien fortsetzte. Nach dieser Ausbildung wurde er zunächst Schüler, danach wurde er als Nachfolger von Jean-François Lalouette Sekretär und einer der wichtigsten Mitarbeiter von Jean-Baptiste Lully. Von 1683 bis 1704 war er einer der vier Musikmeister (sous-maîtres de musique) an der Chapelle royale.
Die Erlaubnis, in Lille eine Oper zu errichten (1700), brachte ihm jedoch kein Glück. Das Opernhaus wurde durch ein Feuer vernichtet. Der stets eifersüchtige und sehr auf seine Alleinstellung bedachte Lully bezichtigte ihn, bei der Komposition seiner Opern von ihm abgeschrieben zu haben. Enttäuscht wandte Collasse sich von der Musik ab und versuchte sich in der Alchemie.
Erfolg hatte Collasse mit seinen Instrumentalwerken; seine etwa zehn Opern weisen tatsächlich eine große Ähnlichkeit mit den Werken Lullys auf. Das Publikum bevorzugte die Werke von Lully.
Nach Lullys Tod im Jahr 1687 vervollständigte er die Musik von dessen Oper Achille et Polixene. Als sein Hauptwerk gilt die Tragédie lyrique namens Thétis et Pelée (Thetis und Peleus, 1689), zu der Fontenelle den Text verfasste. Seine Tragédie lyrique Astrée wurde 1691 in der Académie Royale de musique in Paris uraufgeführt.
In seinem dem König gewidmeten Werk Description du Parnasse François von 1727 beschreibt der Biograf Évrard Titon du Tillet (1672–1767) Collasses Leben und Wirken.